# كرك (عين العرب)
كرك  قرية سوريّة تتبع إداريّاً لمحافظة حلب منطقة عين العرب ناحية صرين، بلغ تعداد سكانها 1,260 نسمة حسب التعداد السكاني لعام 2004.